# 凌峰
凌峰（1945年—），本名王正琛，出生於山東省青島市，台灣歌手、主持人。是台視《八千里路雲和月》的製片人及主持人。凌峰於1980年代前曾主持多檔綜藝節目及歌手，例如華視綜藝節目《週末2100》(神仙老虎狗)、春晚演唱歌曲《船歌》《小丑》等。1985年獲得第20屆金鐘獎男歌星演員獎。
然而，他在獲得金鐘獎當紅之際，卻出人意料地轉行，選擇醞釀拍攝兩岸人文歷史、風俗民情等，撞開了當年兩岸尚未解開的冰封。也因此，成就了《八千里路雲和月》的誕生及兩岸間的初次接觸。
1987年到中國大陸拍攝《八千里路雲和月》，介紹中國大陸風土民情，先後在台灣電視台及衛視中文台、香港亞洲電視台、華娛電視台、新加坡電視台、日本NHK電視台及美加電視台等播出，前後共播出三百餘集，每集長度一小時，是台灣第一個獨立製片人，制播介紹中國大陸風土民情的電視節目。1990年，凌峰先生獲得第25金鐘獎最佳教育文化主持人獎。1991年主持希望工程，進行百場義演，歷時七年，榮任由團中央、組織部、統戰部、宣傳部等部門共同組織的希望工程海外愛心委員會主任。1991年其個人捐資成立台灣財團法人民族文化基金會，開創台北交響樂團訪京、台灣雲門舞集在京首演、宜興紫砂大師徐漢堂徐秀堂訪台、台灣蒙古文化祭等一系列兩岸文化交流活動。2001年被中國青少年基金會聘為「扶貧助學愛心大使」，並榮獲希望工程特殊貢獻獎。2013年6月，榮獲第五屆海峽論壇頒發「兩岸影視交流貢獻獎」。

## 經歷
凌峰曾經在台灣秀場時期與張魁、張菲、倪敏然及夏雲飛合組「溫拿五鼠」，也曾經演過電影《823砲戰》、《辛亥雙十》。1980年，凌峰與張魁、張帝主持華視綜藝節目《週末2100》，紅極一時。
凌峰曾是歌手，曾加盟麗歌唱片與東尼機構。2015年7月，凌峰上陳凱倫主持的網路廣播節目《好好品歌詞》，他說「當年離開歌壇就是因為無法超越自己」。
凌峰曾在台視主持綜藝節目《電視街》，創下27%的收視率。凌峰在中視時獲得1985年第20屆金鐘獎男歌唱演員獎。凌峰以《八千里路雲和月》獲得1990年第25屆金鐘獎教育文化節目主持人獎。
1987年，凌峰成為第一位到中國大陸拍片的台灣藝人，撞開了台海兩岸近40年的封凍，成為兩岸文化交流的擺渡者。同年11月11日，他開始拍攝並親自主持電視系列片《八千里路雲和月》，成為台灣第一個介紹大陸風土民情的電視節目，其節目以人的視角來拍攝周遭人文歷史、風俗民情、文化積累的紀錄之大成。例如蒙古族歌手騰格爾、西部歌王王洛賓、上海京劇名角王珮瑜、白族舞蹈家楊麗萍等等都是凌峰記錄時代的標籤。節目的製作過程中，凌峰以獨立製片人的身分，窮三、四十年之力，為自己建構了一個龐大豐富的影像資料片庫，單單與《八千里路雲和月》有關的主要人物部分，就有大陸八百多位、台灣七百多位、國外一百多位現當代各行各業名人的拍攝記錄。據凌峰自己估算，他的片庫所積累的重要人物影像資料，經剪輯放進《八千里路雲和月》的大概只有百分之五而已。
1990年，為打破阻隔台海兩岸文化交流30多年的冰封，凌峰捐獻廣告代言之酬勞新台幣1000萬元，成立民族文化基金會並擔任董事長，贊助希望工程及兩岸交流。1991年，凌峰接受中國青少年發展基金會邀請，擔任希望工程海外愛心委員會主任委員。2001年6月，中國青少年發展基金會聘凌峰為扶貧助學愛心大使。2001年8月，凌峰獲中國青少年發展基金會頒贈希望工程特殊貢獻獎。
1994年7月22日中午，凌峰聽說台視將停播《八千里路雲和月》，去和台視節目部經理顧安生理論，並在一怒之下當場掀桌子，玻璃碎了一地；隨後，台視委由律師提出聲明，要求凌峰登報公開道歉，否則將針對其毀損台視財產及恐嚇等兩項行為尋求法律途徑解決；凌峰表示，他是在推動「電視新文化運動」，反對電視台永遠以收視率來衡量一切。
1994年8月12日，凌峰帶著其妻賀順順與女兒王天予，頭綁「救救電視、救救孩子」黃布條，於國立國父紀念館宣布絕食七天，抗議台視董事長陳重光下令《八千里路雲和月》停播，呼籲民眾推動電視新文化運動。中華民國總統府資政郝柏村、前行政院國軍退除役官兵輔導委員會主任委員許歷農、立法委員林正杰、立法委員葉啟田、立法委員周荃、國民大會代表朱新民等各界名人親赴現場慰問凌峰一家，並聲援凌峰。
2000年，凌峰找來一群年輕人共同成立「中華八千網股份有限公司」，凌峰自任董事長，員工幾乎都是三十來歲的年輕人，運用網際網路無國界、即時的特性，將凌峰腦中的創意化為可行的計畫，按部就班推向國際。中華八千網員工對凌峰的印象是「愛讀書、精力充沛、尊重專業」的董事長，凌峰常說「網路的東西我不懂，交給專業的人去執行；我只要專心管內容和創意的部分就好了」。
2013年6月14日，凌峰獲頒第5屆海峽影視季兩岸影視交流貢獻獎。
凌峰與鄧麗君交情深厚，他一直想做鄧麗君全紀錄，籌備多年卻找不到適合的切入點。2015年12月，廣播主持人王一明跟凌峰聊起中視新聞當家主播哈遠儀的故事，哈遠儀是鄧麗君的忠實粉絲，凌峰馬上決定向哈遠儀敲定採訪，凌峰說：「我跟中視淵源很深。像之前當初鳳飛飛的《一道彩虹》等等，我也是在中視做節目時得到獎。」

## 主持作品
| 年份 | 播出頻道       | 節目名稱                                           | 备注           |
| ---- | -------------- | -------------------------------------------------- | -------------- |
|      | 台視           | 《電視街》                                         |                |
|      | 台視           | 《鬱金香》                                         |                |
|      | 台視           | 《八千里路雲和月》                                 | 製作人兼主持人 |
|      | 台視           | 《玫瑰的夜晚》                                     |                |
|      | 中視           | 《周末八點》                                       |                |
|      | 華視           | 《週末2100》                                       |                |
|      | 華視           | 《香格里拉》                                         |                |
|      | 上海東方電視台 | 《新八千里路雲和月》                               |                |
|      | 中国中央电视台 | 《兩岸一家親：紀念兩岸開放民間交流30週年特別節目》 | 與孟盛楠主持   |

1984年華視春節特別節目《相見歡》

## 音樂作品

### 唱片專輯
| 發行日期  | 唱片公司 | 專輯名稱           | 曲目 |
| --------- | -------- | ------------------ | --- |
| 1983年4月 | 麗歌唱片 | 《出外人》         | 1. 出外人 2. 今夜與我同行 3. 愛的方式 4. 感動 5. 不唱山歌心不爽 6. 難以說抱歉 7. 不要問我 8. 舊情難忘 9. 孤星 10. 吾愛吾國                         |
| 1984年7月 | 麗歌唱片 | 《遊戲終止》       | 1. 遊戲終止 2. 欲走還留 3. 改變 4. 生命中的過客 5. 霧來的時候 6. 難分難捨 7. 廿一世紀 8. 船歌 9. 下弦月亮 10. 是誰說 11. 情人節的選擇 12. 週末八點 |
| 1985年3月 | 東尼機構 | 《跨越地域的歌手》 | 1. 魚姑娘 2. 浪子有明天 3. 失意的晚上 4. 成功靠勤儉 5. 古老和現在 6. 男性的志氣 7. 鴨肉扁担担 8. 可愛的陽光 9. 人在江湖 10. 白鴿                   |
| 1986年2月 | 東尼機構 | 《大船入港》       | 1. 大船入港 2. 換個座位 3. 人生可比一場戲 4. 不得了啊了不得 5. 大船入港 6. 高山與大海 7. 家鄉河岸 8. 夢醒 9. 沒有灰塵的路上 10. 高山與大海         |

## 演出作品

### 綜藝節目
固定班底
| 年份 | 播出頻道 | 節目名稱     | 备注             |
| ---- | -------- | ------------ | ---------------- |
|      | 中視     | 《你愛周末》 | 鳳飛飛主持。     |
|      | 中視     | 《一道彩虹》 | 鳳飛飛主持時期。 |
|      | 台視     | 《我愛周末》 | 鳳飛飛主持時期。 |

### 電視劇
| 年份 | 播出頻道       | 劇名           | 角色     |
| ---- | -------------- | -------------- | -------- |
|      | 中国中央电视台 | 《大宋提刑官》 | 宋朝皇帝 |

## 廣告
- 東元電機「東元多功能電視」：彝族火把節篇（四川實地拍攝）
- 東元電機「東元電視『星鑽』」
- 東元電機「東元家庭KTV視聽組合」

## 獲獎

### 電視金鐘獎
| 年份   | 獲提名         | 獎項                             | 結果 |
| ------ | -------------- | -------------------------------- | ---- |
| 1985年 |                | 第20屆金鐘獎男歌唱演員獎         | 獲獎 |
| 1990年 | 八千里路雲和月 | 第25屆金鐘獎教育文化節目主持人獎 | 獲獎 |

### 第5屆海峽影視季
| 年份   | 獲提名 | 獎項                              | 結果 |
| ------ | ------ | --------------------------------- | ---- |
| 2013年 |        | 第5屆海峽影視季兩岸影視交流貢獻獎 | 獲獎 |

## 外部連結
- 凌峰在互联网电影资料库（IMDb）上的資料（英文）
- 凌峰在香港影庫上的簡介
- 凌峰在豆瓣上的资料（简体中文）
- 凌峰在时光网上的簡介（简体中文）